# Maria Branyasová
Maria Branyas Morera (4. března 1907 – 19. srpna 2024) byla katalánská žena amerického původu. Od smrti Lucile Randonové 17. ledna 2023 byla do své smrti nejstarší žijící osobou na světě.

## Mládí
Maria Branyasová se narodila v San Franciscu v Kalifornii do katalánské emigrantské rodiny, která se přestěhovala do Spojených států v roce 1906, rok předtím, než se narodila. Později se přestěhovali do New Orleans, kde její otec Josep, novinář, založil španělsky psaný časopis Mercurio, ale poté, co zbankrotoval, se rozhodli v roce 1914 vrátit do Katalánska. Kvůli německé námořní přítomnosti v Atlantském oceánu během první světové války musela jejich loď cestovat přes Kubu a Azory, aby zajistila bezpečnou plavbu. Otec Branyasové zemřel během plavby na tuberkulózu.

## Pozdější léta
Branyasová se usadila v Barceloně se svou matkou, bratrem a dvěma sestrami. V roce 1930 se provdala za Joana Moreta, lékaře, se kterým měla tři děti. Pracovala po jeho boku jako zdravotní sestra během španělské občanské války. Byli manželé 40 let a žili v Gironě.

## Zdraví a dlouhověkost
Od roku 2000 žila v pečovatelském domě v katalánském Olotu. V březnu 2020 se Branyasová stala v té době nejstarším člověkem, který se zotavil z covidu-19. V rozhovoru pro The Observer vyzvala k lepšímu zacházení se staršími lidmi slovy: „Tato pandemie ukázala, že starší lidé jsou v naší společnosti opomenutí. Bojovali celý život, obětovali čas a své sny pro dnešní kvalitu života. Nezasloužili si opustit svět tímto způsobem.“ Byla nejstarší žijící Španělkou od smrti Josefy Santos Gonzalezové 22. prosince 2019. Po smrti Lucile Randonové dne 17. ledna 2023 se také stala nejstarší žijící osobou na světě.